# Timmy Dooley

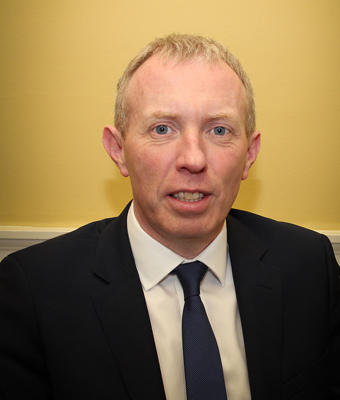
Timmy Dooley, 2016

Timmy Dooley (* 13. Februar 1969 in Limerick) ist ein irischer Politiker (Fianna Fáil) und von 1997 bis 2020, dann wieder ab 2024 Abgeordneter im Dáil Éireann, dem Unterhaus des irischen Parlaments.
Dooley besuchte die Mountshannon National School und das Scarriff Community College im County Clare. Vor seiner politischen Karriere war er als Geschäftsmann in den Bereichen Verkauf und Marketing für IT-Unternehmen und Verlagsgesellschaften tätig. 
Seit 1987 ist er aktives Mitglied der Partei Fianna Fáil. Im Jahr 2002 wurde er als Berufsgruppenvertreter des Bereichs Öffentliche Verwaltung und Sozialeinrichtungen in den Seanad Éireann (irischen Senat) gewählt. Nach seiner Wahl in den Dáil Éireann (das Unterhaus des irischen Parlaments) 2007 schied er, wie in einem solchen Fall üblich ist, vorzeitig aus dem Senat aus. Bei der Parlamentswahl 2011 trat er erneut im Wahlkreis Clare an und konnte seinen Sitz verteidigen. 
Nachdem er seinen Sitz bei den Wahlen zum Dáil Éireann 2020 verloren hatte, ernannte ihn der Taoiseach (Premierminister) Leo Varadkar erneut zum Mitglied des Senats. Von Juni 2022 bis Oktober 2024 war Dooley neben İlhan Küçük aus Bulgarien Ko-Vorsitzender der Allianz der Liberalen und Demokraten für Europa (ALDE). Bei den Wahlen zum Dáil Éireann im November 2024 konnte er den Sitz im Unterhaus zurückgewinnen und schied wieder aus dem Senat aus. In der Regierung Martin II wurde er im Januar 2025 zum Staatsminister für Fischerei im Ministerium für Landwirtschaft, Ernährung und Meeresangelegenheiten sowie zugleich zum Staatsminister für Meeresangelegenheiten im Ministerium für Klima, Energie und Umwelt ernannt.
Dooley ist verheiratet und hat zwei Kinder. 